# Thorbjørn Rygh
Thorbjørn Rygh, född 24 februari 1924 i Oslo, död 17 november 2015, var en norsk inredningsarkitekt och formgivare samt professor i industridesign.
Thorbjørn Rygh var son till ingenjören Egil Andreas Rygh (1891–1954) och Margit Høyli (1893–1984). Han utbildade sig till snickargesäll i Västervik (1946) och till inredningsarkitekt på Statens håndverks- og kunstindustriskole i Oslo, med diplomexamen 1949. Han ledde ett eget ritkontor i Oslo mellan 1950 och 1983.
Han var en av grundarna 1955 av Norsk Gruppe for Industriell Formgivning (ID-gruppen) och var den förste rektorn för den första industridesignerutbildningen i Norge från 1979.
Thorbjørn Rygh är mest känd för aluminiumkaffepannan Skjenkekjelen, kallad "Vørtekakan", från Il-O-Van i Moss, vilken tillverkades i 800.000 exemplar mellan 1951 och 1976.
Han gifte sig 1949 med skulptören Aase Texmon Rygh (född 1925).

## Produkter i urval
Järnspistillverkaren Jøtul A/S förlorade marknadsandelar efter andra världskriget, när folk övergick från att använda fotogenugnar till eluppvärmning. Företaget började 1951 att tillverka elektriska uppvärmningselement i olika modeller, av vilka Thorbjørn Rygh ritade två.
År 1951 ritade Rygh för hushållsvaruproducenten Il-O-Van aluminiumkaffepannan Skjenkekjele, som i folkmun kallades Vørterkaka. Denna blev en försäljningssuccé och tillverkades till 1976.
År 1963 anlitades Thorbjørn Rygh av Brødrene Søyland A/S, senare Brøyt A/S, för att formge den nyutvecklade grävmaskinen 
modell X3. Han var ansvarig för utformningen av hela grävmaskinen.